# Christophe Buquet
Christophe Buquet, né le 20 mars 1963 à Rouen, est un triathlète et coureur d'ultrafond français, sacré champion de France de triathlon longue distance en 1994

## Biographie

### Carrière professionnelle en triathlon
Au sein du Rouen Triathlon, Christophe Buquet remporte son premier titre en 1990, en étant sacré champion de Normandie longue distance. L'année suivante, il intègre l'équipe de France. Deux ans plus tard, il est sacré champion de France longue distance dans sa catégorie d'âge, et termine quatrième chez les seniors. L'année suivante, il est sacré champion de France longue distance, après s'être débarrassé de ses derniers adversaires dans la partie de course à pied.
En 1996, pour la première fois de sa carrière, il participe à l'Ironman d'Hawaï et termine 23e. En 1998, il termine deuxième de l'Ironman de Zurich, l'une des références en Europe,. En 1999, pour la première et l'unique fois de sa carrière, il termine dans le top 10 de l'Ironman d'Hawaï, terminant à la neuvième position, avec la meilleure référence chronométrique d'un Français dans cette course jusqu'en 2007,. En 2001, il est le premier Français à passer sous la barre des 8 h 30 sur distance Ironman, avec un temps de 8 h 28 min 21 s à Klagenfurt. Il termine également troisième de l'Ironman de Madison en 2002. En 2005, il est sacré champion de France longue distance dans la catégorie amateur des vétérans (plus de 40 ans).
Il fait partie des Français les plus expérimentés de l'Ironman d'Hawaï avec quatre participations en tant que professionnel. Durant sa carrière, il remporte un total de 56 triathlons.

### Reconversion en100 kilomètres
À partir de 2003, Christophe Buquet amorce sa reconversion vers l'athlétisme et le 100 kilomètres. Il s'impose notamment lors des 100 km de Millau en 2003 et 2004,. Il remporte les 100 km de Belvès à quatre reprises, en 2006, sous la canicule en 2008, sous le déluge en 2009 et sous une grande chaleur en 2010,.
En 2008, il rejoint l'équipe de France à l'âge de 45 ans et participe aux championnats du monde : pour sa première internationale, il termine cinquième et est sacré vice-champion par équipes,. En 2009, il est sacré champion de France et termine septième des Mondiaux, et troisième par équipe,. En 2010, 2011 et 2012, il termine troisième des championnats du monde par équipe. En 2010 et 2011, il est sacré champion d'Europe par équipes. 
De 2012 à 2018, Christophe Buquet prend plus de recul sur les compétitions internationales et fait profiter l'équipe de France de son expérience. En parallèle de ses activités en 100 kilomètres, Christophe Buquet participe à des marathons et des 50 kilomètres,.

### Vie privée
Il est salarié au Moulin-Rouge à Paris depuis la fin des années 1990.

## Palmarès

### Triathlon
Le tableau présente les résultats les plus significatifs (podium) obtenus sur le circuit national et international de triathlon depuis 1996.
| Année | Compétition                            | Pays       | Position           | Temps          |
| ----- | -------------------------------------- | ---------- | ------------------ | -------------- |
| 2002  | Ironman Madison                        | États-Unis | Médaille de bronze | Timing         |
| 1998  | Ironman Suisse Zurich                  | Suisse     | Médaille d'argent  | Timing         |
| 1994  | Championnats de France longue distance | France     | Médaille d'or      | 6 h 11 min 5 s |

### 100 kilomètres
Le tableau présente les résultats les plus significatifs (podium) obtenus sur le circuit national et international de 100 kilomètres depuis 2003.
| Année | Compétition                       | Pays      | Position           | Temps / Points  |
| ----- | --------------------------------- | --------- | ------------------ | --------------- |
| 2012  | Championnats du monde par équipes | Italie    | Médaille de bronze | Timing          |
| 2012  | Championnats d'Europe par équipes | Italie    | Médaille d'argent  | Timing          |
| 2011  | Championnats du monde par équipes | Pays-Bas  | Médaille de bronze | Timing          |
| 2011  | Championnats d'Europe par équipes | Pays-Bas  | Médaille d'or      | Timing          |
| 2010  | Championnats du monde par équipes | Gibraltar | Médaille de bronze | Timing          |
| 2010  | Championnats d'Europe par équipes | Gibraltar | Médaille d'or      | Timing          |
| 2010  | 100 km de Belvès                  | France    | Médaille d'or      | Timing          |
| 2009  | 100 km de Belvès                  | France    | Médaille d'or      | Timing          |
| 2009  | Championnats du monde par équipes | Belgique  | Médaille de bronze | Timing          |
| 2009  | Championnats d'Europe par équipes | Belgique  | Médaille d'argent  | Timing          |
| 2008  | 100 km de Belvès                  | France    | Médaille d'or      | Timing          |
| 2008  | Championnats du monde par équipes | Italie    | Médaille d'argent  | Timing          |
| 2008  | Championnats d'Europe par équipes | Italie    | Médaille d'argent  | Timing          |
| 2006  | 100 km de Belvès                  | France    | Médaille d'or      | Timing          |
| 2004  | 100 km de Millau                  | France    | Médaille d'or      | 7 h 31 min 57 s |
| 2003  | 100 km de Millau                  | France    | Médaille d'or      | 7 h 28 min 49 s |